# Безіл Ліддел Гарт
Сер Безіл Генрі Ліддел Гарт (англ. Sir Basil Henry Liddell Hart; 31 жовтня 1895 Париж — 29 січня 1970 Марлоу, Бакінгемшир) — британський офіцер, учасник Першої світової війни, військовий історик та теоретик, котрий вагомо вплинув на розвиток механізованої війни в XX столітті, а також на теорію стратегії в цілому. Ліддел - дошлюбне прізвище його матері, він став використовувати його як частину свого прізвища з 1921 року.

## Біографія
Ліддел Гарт народився в Парижі, в родині англійського методистського священика. Навчався в Кембриджі. Поступив на службу в полк Королівської Йоркширської легкої піхоти.
Служив офіцером у британській армії під час Першої світової війни, був свідком позиційної війни. Брав участь у битві на Соммі, був відзначений за хоробрість. У наступні кілька років він розмірковував про причини таких високих людських втрат і розробляв принципи, що лежать в основі хорошої стратегії, принципи, які, за його словами, ігнорувалися усіма воєначальниками Першої світової війни.
Ліддел Гарт пішов у відставку в чині капітана в 1927 році (після того, як в 1923 році його перевели на половинну зайнятість через два серцеві напади в 1921 і 1922 роках, які, ймовірно, стали наслідками перенесеної під час війни газової атаки) і продовжив свою кар'єру як письменник. Те, що він продовжував використовувати своє звання, сильно злило високопоставлених військових, оскільки подібне вважалося поганим тоном для офіцерів чином нижче майора.
Спочатку він був військовим і спортивним (теніс) оглядачем в різних англійських газетах, це тривало до Другої світової війни. Далі він почав публікувати військові нариси та біографії великих полководців, які на його думку, були великими тому, що демонстрували хороше розуміння стратегії. Серед них були Сципіон Африканський, генерал Вільям Шерман і Томас Лоуренс. Невдовзі після війни він взяв інтерв'ю у багатьох німецьких генералів і опублікував їх у книгах «Інша сторона пагорба» (англійське видання) і «Німецькі генерали розповідають» (скорочене видання в США). Пізніше він переконав родину фельдмаршала Роммеля дозволити обробити його вцілілі щоденники і опублікував їх в 1953 як псевдомемуари під назвою «Записки Роммеля».
Безіл Ліддел Гарт був посвячений у лицарі в 1966 році.
Після його смерті Алекс Данчев у співпраці з його вдовою написав посмертну біографію — «Алхімік війни: Життя Безіла Ліддела Гарта».

## Внесок у військову теорію
Він звів свої принципи до терміну непрямих дій і двох основних правил:
- Пряма атака на противника, що зайняв укріплену позицію, практично ніколи не дає результату і не повинна проводитись.
- Щоб перемогти супротивника, його треба вивести з рівноваги, що не можна досягнути основної атакою, проте потрібно зробити, щоб основна атака увінчалася успіхом.

Ліддел Гарт писав:

У стратегії довгий обхідний шлях часто виявляється найкоротшим; прямий наступ виснажує нападника і ущільнює оборону захисника, тоді як непрямий підхід послаблює того, хто захищається, виводячи його з рівноваги.

Найглибша правда війни полягає в тому, що результат битви вирішується в умах воєначальників, а не в тілах їхніх вояків.

Таким чином, перемоги можна досягти, якщо тримати супротивника в невпевненості у своєму розумінні ситуації і твоїх намірів, а також робити те, чого він не чекає і до чого не готовий.
Ліддел Гарт стверджував, що не слід застосовувати жорстку стратегію потужних прямих ударів або фіксованих оборонних позицій. Замість цього належить використовувати мобільні підрозділи, що пересуваються і діють згідно з доктриною непрямих дій. Пізніше він наводив північно-африканську кампанію Роммеля як класичний приклад використання цієї теорії.
До своїх висновків він дійшов, вивчаючи методи і перемоги великих стратегів минулого (особливо Сунь Цзи, Наполеона і Велізарія). Він вважав, що непрямі дії — загальний елемент у стратегії тих, кого він вивчав. Ліддел Гарт також стверджував, що стратегію непрямих дій можна застосовувати і в бізнесі, і в людських відносинах.
Він почав публікувати свої теорії в 1920-их роках в популярній пресі, і згодом виявив, що його або подібні розробки були покладені нацистською Німеччиною в основу тактики бліцкригу.
Станом на 2009, особисті документи та бібліотека Ліддела Гарта складають централізовану колекцію в Центрі Ліддела Гарта для Військових Архівів в Королівському коледжі Лондона.

## Твори
- Лиддел, Гарт сэр Басил Генри / Liddel, Hart Sir Basil Henry. Вторая мировая война = History of the Second World War. — М. : Астрель, 2012. — 1024 с. — (Неизвестные войны) — 3000 прим. — ISBN 978-5-271-38953-5. (рос.)
- Лиддел, Гарт сэр Басил Генри / Liddel, Hart Sir Basil Henry. Стратегия непрямых действий = Strategy The Indirect Approach. — М. : Эксмо, Мидгард, 2008. — 464 с. — 4100 прим. — ISBN 978-5-699-25418-7. (рос.)
- Основы тактики пехоты. — М., 1923.
- Новые пути современных армий. — М., Л., 1930.
- Правда о войне 1914—1918 гг. — М., 1935.
- Полковник Лоуренс. — М., 1939.
- Революция в войне. — М., 1947.
- Устрашение или оборона. — М., 1962.
- Greater Than Napoleon: Scipio Africanus. — London, 1926; 1971.
- Foch: The Man of Orleans. — London, 1931; 1980.
- Reputations, Ten Years After. — London, 1928; 1968.